# Common Anti-Air Modular Missile
Common Anti-Air Modular Missile (CAMM) – rodzina pocisków rakietowych ziemia–powietrze zaprojektowana przez MBDA UK dla Wielkiej Brytanii. System dzieli część cech i technologii pochodzących z pocisku AIM-132 ASRAAM, przy czym ma nowocześniejszą elektronikę oraz wykorzystuje radar z aktywnym samonaprowadzaniem. Od 2018 roku pod nazwą Sea Ceptor zastępuje na fregatach typu 23 należących do Royal Navy system Sea Wolf, a od 2021 roku pod nazwą Land Ceptor wypiera stosowany poprzednio przez British Army system Rapier.

## Historia
U genezy powstania systemu leżała zaistniała na początku XXI wieku potrzeba znalezienia nowoczesnego następcy dla brytyjskich pocisków przeciwlotniczych krótkiego zasięgu wojsk lądowych Rapier oraz morskich pocisków Sea Wolf. System CAMM ma swoje korzenie w programie TDP (Technology Demonstration Programme) opracowywanym przez brytyjskie ministerstwo obrony i MBDA jako część przyszłego systemu lokalnej obrony przeciwlotniczej FLAADS. Był to jeden z elementów szerszego programu „Team Complex Weapons”, rozpoczętego w 2006 roku, mającego dostarczyć Wielkiej Brytanii zestaw różnorodnych broni do utrzymania suwerenności we własnej obronie powietrznej. FLAADS miał dostarczyć wspólną platformę rakiet przeciwlotniczych dla sił lądowych, powietrznych i morskich. Na wczesnych etapach programu zdefiniowano wymagania dla nowych rakiet, które miały odpowiadać zarówno na obecne, jak i na przewidywane przyszłe zagrożenia, jak cele powietrzne charakteryzujące się dużą prędkością, wysoką manewrowością, niską sygnaturą oraz zaawansowanymi środkami obrony własnej. Istotne było tez uzyskanie pocisku możliwie taniego i o niewielkich rozmiarach.
Pierwsza faza programu TDP skupiła się na technologii wyrzutni pionowego startu, niskokosztowym aktywnym radarze szukającym, dwuzakresowym dwukierunkowym łączu danych oraz na otwartej programowalnej strukturze systemu. Druga faza rozpoczęła się w 2008 roku i skupiła się na wytwarzaniu zdolnych do lotu podsystemów, naprowadzaniu w środkowej fazie lotu oraz na próbach przechwyceń z wykorzystaniem eksperymentalnego samolotu Hawker Siddeley Andover. System miękkiego pionowego startu po serii prób został przyjęty, zakończonych udanym wystrzeleniem pocisku z ciężarówki w maju 2011 roku. W styczniu 2012 roku Ministerstwo Obrony podpisało kontrakt z MBDA na 483 miliony funtów na rozwój morskiej wersji pocisku w celu zastąpienie pocisków Sea Wolf na fregatach typu 23.

### Kroki milowe projektu
- W styczniu 2012 roku Ministerstwo Obrony podpisało kontrakt z MBDA na 483 miliony funtów na rozwój morskiej wersji pocisku w celu zastąpienie pocisków Sea Wolf na fregatach typu 23[12].
- W październiku 2013 roku marynarka Nowej Zelandii wybrała CAMM na wyposażenie swoich fregat typu Anzac HMNZS „Te Kaha” oraz HMNZS „Te Mana”[13].
- W sierpniu 2014 roku marynarka Chile stała się pierwszym potencjalnym klientem ekspertowym dla systemu CAMM, który miałby wejść na wyposażenie ich fregat typu 23[14].
- W listopadzie 2014 roku marynarka Brazylii wybrała rakiety CAMM na wyposażenie swoich przyszłych fregat typu Tamandaré[15].
- W styczniu 2015 roku brytyjskie Ministerstwo Obrony ogłosiło, iż podpisało pod koniec grudnia poprzedniego roku kontrakt z MBDA na rozwój i produkcję systemu[16].
- W maju 2016 roku hiszpańska marynarka wybrała CAMM na wyposażenie swoich przyszłych fregat typu F110. W 2018 roku dokonały one jednak zmiany systemu rakietowego na RIM-162 Evolved Sea Sparrow w wersji Block II[17].
- We wrześniu 2017 roku pierwsza rakieta Sea Ceptor została pomyślnie wystrzelona z fregaty typu 23 – HMS „Argyll”[18].
- W lipcu 2021 roku system Sky Sabre rozpoczął testy akceptacyjne dla królewskiej artylerii; system miał zostać wprowadzony na Falklandy późnym latem lub wczesną jesienią[19][20].
- W marcu 2022 roku minister obrony Wielkiej Brytanii Ben Wallace oświadczył, że system Sky Sabre zostanie rozlokowany w Polsce[21].

## Charakterystyka
CAMM to rakieta przeciwlotnicza do obrony punktowej i obszarowej zaprojektowana do reagowania na zróżnicowane ataki lotnicze i rakietowe. Według producenta ma ona zdolności radzenia sobie z różnorodnymi celami porównywalne do rakiet Aster 15. 
Koszt rozwoju projektu został zredukowany poprzez jego modułowość i zminimalizowaną złożoność. Konfiguracja aerodynamiczna pocisku oraz część komponentów, w tym silnik rakietowy, głowica bojowa i zapalnik laserowy, wywodzi się z pocisku powietrze-powietrze AIM-132 ASRAAM. Nowa jest między innymi głowica radiolokacyjna, autopilot i system przesyłu danych. Ponadto oprogramowanie do dowodzenia kontroli systemu jest współdzielone z tym rozwijanym dla PAAMS w 75 procentach.
CAMM ma zasięg minimalny mniejszy niż jeden kilometr, a maksymalny większy niż 25 kilometrów, jakkolwiek raporty IHS Jane’s zgłaszają, iż podczas testów system był w stanie osiągnąć zasięg nawet 60 kilometrów. Pocisk waży 99 kilogramów, ma długość 3,2 metra, średnicę 166 milimetrów i jest w stanie osiągnąć prędkość naddźwiękową Mach 3 (1020 metrów na sekundę).
Wersja o wydłużonym zasięgu nosi nazwę CAMM-ER i jest rozwijana przez MBDA wraz z Avio i włoskim ministerstwem obrony od 2013 roku. Pocisk ten ma taką samą charakterystykę jak zwykły CAMM, przy czym korzysta z nowego silnika rakietowego wydłużającego zasięg pocisku do 45 kilometrów przy nieznacznie zmienionej strukturze rakiety. Waży on 160 kilogramów, ma 4,2 metra długości oraz 190 milimetrów średnicy.

## Zastosowanie

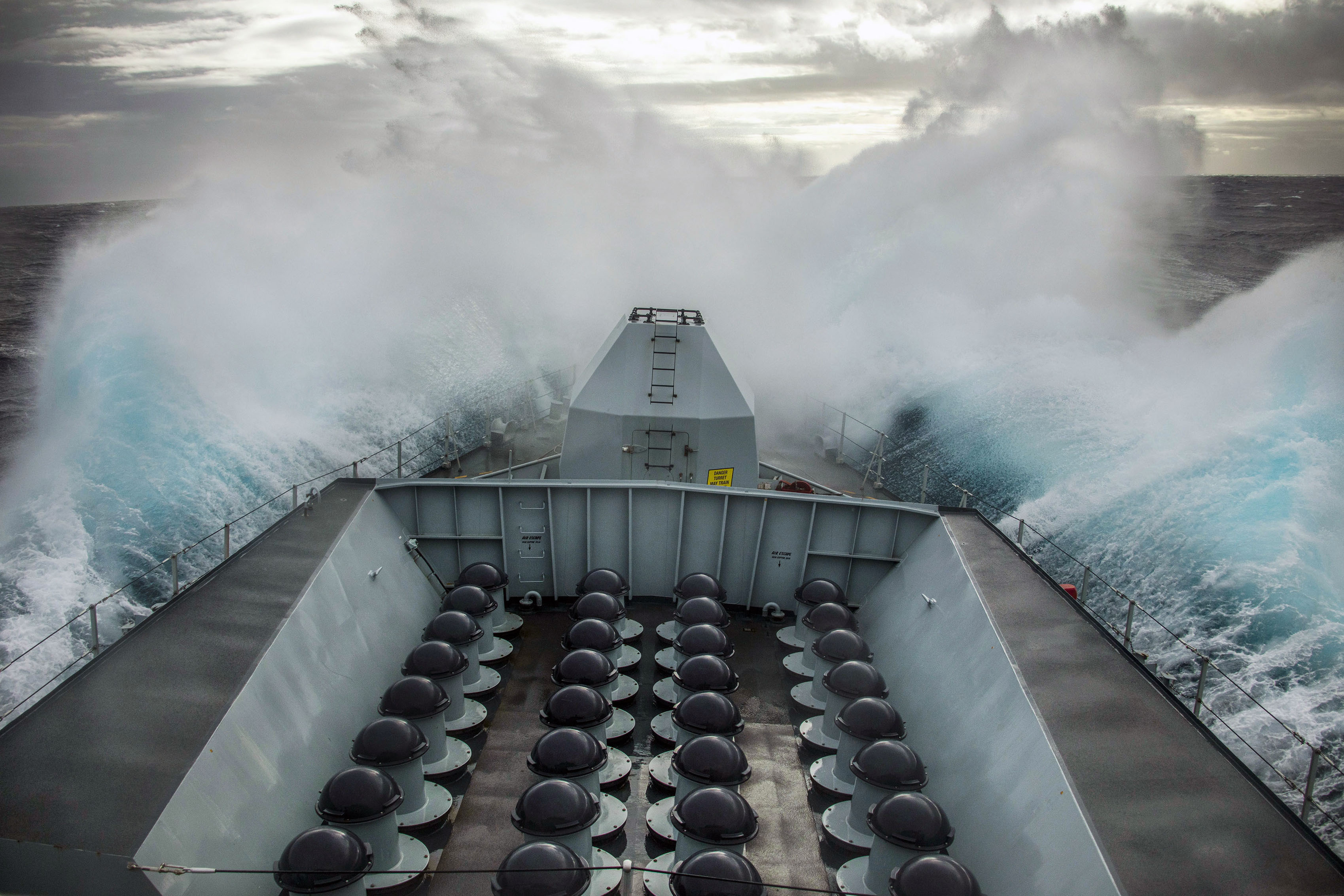
Wyrzutnie Sea Ceptor na brytyjskiej fregacie typu 23 HMS „Lancaster”

MBDA ogłosiło, że dzięki temu, iż nowy system jest w stanie spełnić wymagania zarówno wojsk lądowych, jak i marynarki, może on współdzielić wiele ze swoich komponentów i czynić jego użytkowanie bardziej ekonomicznym.

### Wersja morska
Wersja morska systemu CAMM jest znana pod nazwą Sea Ceptor. MBDA potwierdziło zdolności rakiet do rażenia szerokiego spektrum celów, w tym niewielkich okrętów, co daje im ograniczoną funkcjonalność jako pocisk rakietowy ziemia-ziemia. Oficer odpowiedzialny za obronę powietrzną na fregacie HMS „Westminster” po testowych strzelaniach przyznał, że nowy pocisk w przeciwieństwie do poprzednio stosowanych, jest w stanie bronić nie tylko własny okręt, ale również jednostki znajdujące się w pobliżu oraz stanowi on ważne ulepszenie fregat typu 23.

### Wersja lądowa
Na lądzie CAMM występuje w brytyjskiej armii pod nazwą Land Ceptor, a cały zintegrowany z nim system obrony powietrznej nosi nazwę Sky Sabre. Ma on niemal trzykrotnie większy zasięg niż poprzedni brytyjski system przeciwlotniczy Rapier. W jego skład wchodzą rakiety CAMM, radar SAAB Giraffe oraz system dowodzenia firmy Rafael – wszystkie zainstalowane na podwoziu MAN. Dostawy systemu dla brytyjskiej armii rozpoczęły się w grudniu 2021 roku.

### Wersja powietrzna
Początkowo przewidywano także wersję powietrze-powietrze CAMM-A. Mimo rozwijania systemu tak, by miał on zastosowanie również w powietrzu, zdecydowano jednak, iż bardziej efektywnym jest rozwijać go wyłącznie jako system lądowy i morski, a jako pocisk lotniczy nadal używać rakiet ASRAAM. Mimo to część elementów zaprojektowanych dla CAMM zostało wykorzystanych do ulepszeń w rakietach ASRAAM.

## Użytkownicy

### Obecni
Chile

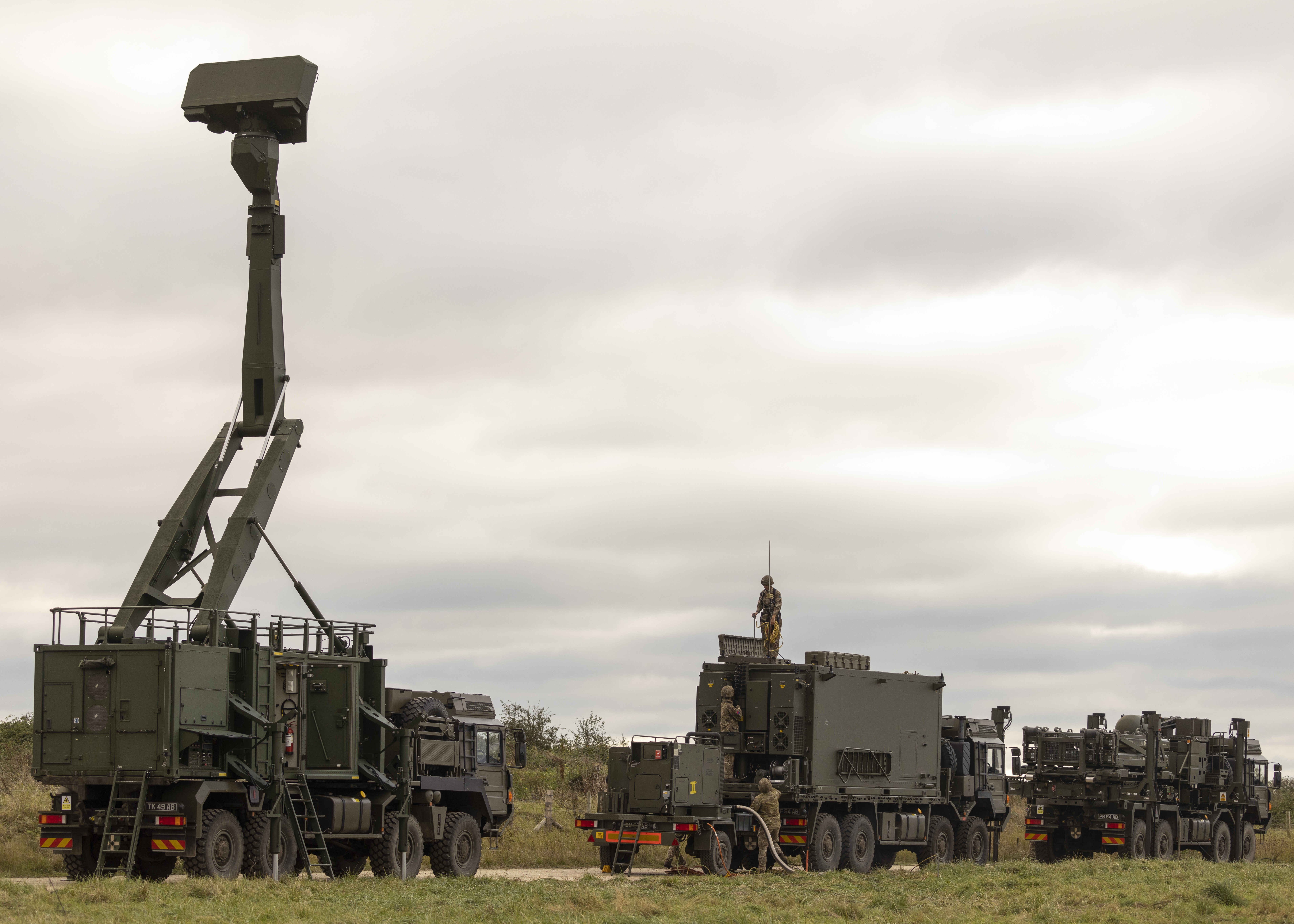
System rakietowy obrony powietrznej Sky Sabre, należący do Królewskiej Artylerii.

- Armada de Chile – zastępuje pociski Sea Wolf na fregatach typu 23[32]

 Nowa Zelandia
- Royal New Zealand Navy – stosowane jako ulepszenie fregat typu ANZAC[13]

 Wielka Brytania
- Royal Navy – Sea Ceptor został oficjalnie przyjęty na uzbrojenie w maju 2018 roku na fregatach typu 23 w miejsce systemu Sea Wolf. Zostanie również wprowadzony na nowo-budowanych fregatach typu 26 oraz typu 31, a także na niszczycielach typu 45[33][34][35]
- British Army – Sky Sabre wszedł na wyposażenie 16 pułku królewskiej artylerii zastępując system Rapier[36]

 Polska
- Wojska Lądowe – CAMM został w listopadzie 2021 roku zarekomendowany przez Inspektorat Uzbrojenia jako efektor polskiego systemu obrony powietrznej o kryptonimie „Narew”[37][38]. W marcu 2022 roku Minister Obrony Narodowej Mariusz Błaszczak potwierdził wybór pocisków z rodziny CAMM dla programu „Narew”[39]. W kwietniu 2022 roku podpisano umowę na dostawę dwóch jednostek ogniowych, z których każda składa się z 3 wyrzutni iLauncher, które zintegrowano z polskim systemem kierowania uzbrojeniem, samochodów transportowo-załadowczych oraz radarem ZDPSR Soła. Dodatkowo zakupiono zapas pocisków CAMM i pakiet logistyczno-szkoleniowy[40][41]. 4 października 2022 roku dostarczono pierwszą jednostkę ogniową, która weszła w skład 18. Pułku Przeciwlotniczego 18 DZ. Dostawy drugiej jednostki planowane są na 2023 rok[42].

### Przyszli
Brazylia
- Marinha do Brasil – CAMM został wybrany na wyposażenie nowych fregat typu Tamandaré[15]
- Corpo de Fuzileiros Navais: AV-MMA, wariant rakiety CAMM, będzie na wyposażeniu przeciwlotniczej wersji systemu ASTROS II[43]

 Kanada
- Royal Canadian Navy – CAMM został wybrany na wyposażenie Canadian Surface Combatant jako CIWS[44]

 Pakistan
- Pakistan Navy – CAMM-ER został wybrany do wprowadzenia na nowych korwetach typu Babur[45][46]

 Włochy
- Esercito Italiano – CAMM-ER został wybrany do zastąpienia rakiet Aspide systemu Skyguard z PCMI/X-TAR 3D
- Aeronautica Militare – CAMM-ER został wybrany do zastąpienia rakiet Aspide z MAADS/Kronos LND
- Marina Militare – CAMM-ER ma zastąpić rakiety Aster 15

 Polska
- Marynarka Wojenna – pociski rodziny CAMM zostały w marcu 2022 roku wskazane przez Agencję Uzbrojenia jako pocisk przeciwlotniczy dla 3 fregat typu Arrowhead 140, zakupionych w ramach programu „Miecznik”[47]